# Joseph Malone
Joseph Malone, född 15 februari 1957, är en irländsk bågskytt. Han deltog vid olympiska sommarspelen 1988.